# College Coach
College Coach è un film del 1933 diretto da William A. Wellman.
È un film drammatico statunitense a sfondo sportivo (è ambientato nel mondo del football americano) con Dick Powell, Ann Dvorak e Pat O'Brien.

## Produzione
Il film, diretto da William A. Wellman su una sceneggiatura e un soggetto di Niven Busch e Manuel Seff, fu prodotto dalla Warner Bros. Pictures e girato a Los Angeles, nel Los Angeles Memorial Coliseum, a Pasadena, nel Rose Bowl, e nei Warner Brothers Burbank Studios a Burbank con un budget stimato in 245.000 dollari.

## Distribuzione
Il film fu distribuito negli Stati Uniti dal 1933 al cinema dalla Warner Bros. Pictures. È stato distribuito anche nel Regno Unito con il titolo Football Coach nell'aprile del 1934.